# Kabinett Boeckh
Das Kabinett Boeckh  bildete vom 10. November 1843 bis 28. März 1845  die Landesregierung von Baden.
| Amt                                                                | Name                                                                                |
| ------------------------------------------------------------------ | ----------------------------------------------------------------------------------- |
| Kabinetts- und Staatsminister als Präsident des Staatsministeriums | Christian Friedrich von Boeckh erst seit dem 4. November 1844, davor Finanzminister |
| Äußeres und großherzogliches Haus                                  | Alexander von Dusch                                                                 |
| Inneres                                                            | Franz Freiherr Rüdt von Collenberg-Eberstadt bis zum 5. November 1844               |
| Inneres                                                            | Ludwig Friedrich Eichrodt vom 5. November 1844 bis zum 28. Dezember 1844            |
| Inneres                                                            | Ehrhardt (?) von 1844 bis 1845 († 1845)                                             |
| Justiz                                                             | Isaak Jolly                                                                         |
| Finanzen                                                           | Christian Friedrich von Boeckh bis zum 4. November 1844                             |
| Finanzen                                                           | Franz Anton Regenauer seit dem 4. November 1844                                     |
| Krieg                                                              | Eugen Freiherr von Freydorf                                                         |